# Geodata
Geodata er en generel betegnelse for information af geografisk karakter, undertiden også kaldet rumlig information. I dag benyttes begrebet primært om geografisk information der er elektronisk tilgængeligt.
Hvor det før i tiden primært var offentlige myndigheder, universiteter, kortlægningsfirmaer og ledningsejere (energi-, tele- og vandforsynings-selskaber m.m.) der lå inde med geodata i store databaser som blev overført til kort når data skulle fortolkes, så er GIS-software (Geografisk Informations System) i de senere år blevet mere og mere udbredt hos både offentlige myndigheder, private firmaer og i private hjem (her typisk via internet). 
GIS-systemer gør det nemt og hurtigt at foretage utallige former for analyser af geodata. Men dette stiller også større og større krav om tilgængelighed af geodata, om ensartethed i lagringsformater, om korrekthed, om nøjagtighed og om viden om tidspunktet for geodataenes tilvejebringelse m.m. (metadata).

## Tilvejebringelse af geodata
Indsamling af geodata også kaldet data mining foregår dels i marken - ved traditionel landmåling, og dels fra luften (fly/helikopter) med kamera; luftfoto, infrarøde termiskefoto og laserscanning (LIDAR), samt for miljørelaterede data typisk også fra satellit også kaldet remote sensing. I de senere år har man desuden foretaget laserscanning fra bil og fra tog. Under indsamlingen optages desuden GPS-positioner og IMU (accelerations) registreringer, som benyttes til at koordinatsætte de indsamlede foto-/laser-data. Fra disse geokodede rådata foretages efterfølgende manuel, halv- eller helautomatisk registrering af de ønskede geografiske objekter. Kommuner, ledningsejere og store infrastruktur-virksomheder/myndigheder koder endvidere deres topografiske data (de opmålte data) med beskrivende data, f.eks. vejbredde, vejbelægning, afmærkninger, ejerforhold, signaler osv. Derudover indsamles statistiske oplysninger f.eks. folketal fra Danmarks Statistik. Disse beskrivende og statistiske informationer kobles til de respektive geografiske objekter og lægges derefter ind i databaser, så der kan foretages søgninger og filtreres efter forskellige kriterier til brug for en geografisk analyse.

## Geodata objekter
Geodata lagres typisk i en eller anden form for databasefil. Hver record i databasen indeholder et geografisk objekt/element efter en nærmere specifikation afhængigt af formålet.
De enkelte objekter lagres som enten et punkt-, linie-, polygon-, overflade/net eller raster-element, hvortil er knyttet en eller flere attributter, dvs. beskrivende- og eller statistisk-information.
Hver enkelt databasefil får tilknyttet et koordinatreferencesystem (CRS), så data kan vises korrekt. Og bør også forsynes med metadata. Metadata er undertiden indlejret i de enkelte objekters attributtabel.

### Objektgeometrier
Uanset hvilket filformat man benytter til lagring af data, så vil geodata altid være inddelt efter deres topologiske/kvalitative egenskab (objekttype).
| Objekttype     | Eksempler på geografiske elementer |
| Punkt          | Træer, kloakdæksler, master, koter, ... |
| Linie          | Hegn, vejmidter, jernbanespor, højdekurver, ... |
| Polygon        | Bygningsomrids, søer, skove, geografiske- og administrative grænser,...                                                                                        |
| Multipolygoner | (typisk eksklaver og enklaver) — En polygon over Danmark vil indeholde lige så mange eksklaver som der er øer. En bygning med et indre gårdrum har en enklave. |
| Overflade      | Terræn/højdemodel, variationen af en målbar eller statistisk størrelse,...                                                                                     |
| Raster         | Luftfoto, ortofoto, satellit (foto/radar/magnetiske målinger),...                                                                                              |

Både overflade- og raster-formatet er fladedækkende, men hvor rasterformatet består af et regulært retvinklet pixel-netværk og typisk indeholder mere end een værdi pr. pixel f.eks. RGB-farve, eller multispektrale kanaler, så behøver overfladeformatet ikke at være regulært, det kan i stedet være et TIN (irregulært netværk af trekanter), og det vil normalt kun kode for een værdi per celle.

Alle objektyperne undtagen raster- og overflade-typerne, kaldes under et for vektor objekter. Hvis overfladen er et TIN er det dog også et vektor objekt.
Der har tidligere ikke været særligt stort fokus på 3D objekter, men det er med tiden blevet mere og mere aktuelt. Den danske brancheorganisation Geoforum har udarbejdet en specifikation for hvorledes 3D-bygningsdata kan opsamles og lagres (se eksterne henvisninger).

## Lovgivning
De enorme anvendelsesmuligheder og den lette tilgang til analyseværktøjer medfører, at flere og flere kyndige såvel som ikke kyndige benytter sig af geodata. Der er derfor et stigende behov for standardisering, også på tværs af landegrænser, af hvordan data registreres og lagres, herunder georefereres (kortprojektioner m.m.). Og man har fra politisk side i EU taget skridt til at øge adgangen til de mange data der findes.

### INSPIRE
INSPIRE (INfrastructure for SPatial InfoRmation in Europe) er et EU-direktiv der skal sikre etableringen af en fælles digital infrastruktur for geodata i Europa. Rationalet er at det for alle parter er bedre og billigere at være fælles om at indsamle og vedligeholde data koordineret og sammenhængende.
INSPIRE-direktivet er indskrevet i dansk ret i form af Lov om infrastruktur for geografisk information - som trådte i kraft den 15. maj 2009 - og er primært regulerende i forhold til den offentlige sektor

### Styrelsen for Dataforsyning og Effektivisering
Har i Danmark ansvaret for implementeringen af INSPIRE og for kortlægningen af landområderne i Danmark. Offentlige myndigheder, virksomheder og borgere har fri adgang til disse geodatasamlinger.